# Борисовка (Воскресенський район)
Борисовка (рос. Борисовка) — присілок в Воскресенському районі Нижньогородської області Російської Федерації.
Населення становить 0 осіб. Входить до складу муніципального утворення Богородська сільрада.

## Історія
Від 2009 року входить до складу муніципального утворення Богородська сільрада.

## Населення
| 2002 | 2010 |
| ---- | ---- |
| 6    | ↘0   |